# Wolf Hamm
Wolf Hamm (* 1974 in Delmenhorst) ist ein zeitgenössischer deutscher Maler und Zeichner.

## Werdegang
In den Jahren 1996/97 arbeitete Wolf Hamm als Assistent bei der finnischen Künstlerin Marjatta Tapiola in Symä, Finnland. Er studierte von 1998 bis 2001 Malerei und Grafik an der Hochschule für Künste Bremen bei Wolfgang Schmitz und Paco Knöller. 1999 bekam er das Stipendium der Städtischen Galerie Bremen mit Residenz in Vallauris, Frankreich. 2001 wechselte er an die Kunstakademie Düsseldorf in die Klasse von Siegfried Anzinger, bei dem er 2004 als Meisterschüler graduierte. Hamm lebte 2004–2006 in Bilbao, Spanien, wo er das Stipendium der Stiftung Bilbao Arte antrat, die seine Arbeit 2005 mit einer Einzelausstellung ehrte. In Deutschland zurück, erhielt Hamm 2007 die Projektförderung des Senator für Kultur in Bremen. 2012 bekam er einen Lehrauftrag an der Hochschule für Grafik und Buchkunst Leipzig und 2013 an der Hochschule für Künste in Bremen. Seine Arbeiten wurden zuletzt u. a. im Kunstmuseum Ahlen, im Nelimakka Museo in Alajärvi, Finnland sowie in der Kunsthalle Recklinghausen, im Kunstmuseum Mülheim an der Ruhr und im Max Ernst Museum in Brühl gezeigt.
Seit 2010 lebt und arbeitet Wolf Hamm in Berlin.

## Werk
In seiner kraftvollen und großformatigen Hinter-Glas-Malerei vergegenwärtigt Hamm ein bildnerisches Universum, das die privaten Beziehungen der Menschen, die mythischen Erzählungen und die Vorgänge in Gesellschaft und Geschichte umfasst. Hamm nimmt dabei eine Revision der bildnerischen Moderne vor: Kitsch, Parodie und Pathos sind miteinander verflochten. Komplexe Bildstrukturen im Grenzbereich zwischen Abstraktion und erzählerischer Gegenständlichkeit, Überschneidungen und Überlagerungen von bildlichen Szenen prägen sein Werk. Insofern ist seine Arbeit immer auch als Auseinandersetzung mit der Tradition zu verstehen: er knüpft mit seinen Themen, Motiven und künstlerischen Verfahren an den klassischen Kanon an, verwendet allerdings Materialien seiner Zeit und formuliert seine Fragen aus einem zeitgenössischen Kontext heraus.
Konzeptuell steht Hamms Werk zunächst dem Surrealismus nahe, doch geht es dem Künstler weniger um das Ausloten von Traumwelten und des Unbewussten. Vielmehr benutzt Hamm die surreale Verfremdung als Chiffre, um komplexe Zusammenhänge der realen Welt bildlich begreiflich zu machen. Die teils phantastischen, narrativen Tableaus werden somit Projektionsflächen, auf denen Hamm das Zeitgeschehen, den Zustand der Welt und der conditio humana im Allgemeinen kommentiert.

## Ausstellungen (Auswahl)
- 2021: Wolf Hamm – Große Prozesse, Max Ernst Museum Brühl des LVR, Brühl
- 2017/18: Schlaf – eine produktive Zeitverschwendung, Paula Modersohn-Becker Museum, Bremen
- 2017: Das Herz aus Gold, Galerie Kunstkabinett Corona Unger, Bremen
- 2016: Zeitzeichen, Beck & Eggeling, Düsseldorf
- 2014: Zwischen den Phänomenen / Die Eukatastrophe – Die plötzliche Wendung zum Guten, Kunstmuseum Ahlen
- 2014: 25 Jahre Kunstverein Recklinghausen, Kunsthalle Recklinghausen
- 2013: Maahinen North of 66°33′44″, Nelimarkka Museo, Alajärvi, Finnland
- 2012: Sozial Utopia, Donopoulos International Fine Arts, Thessaloniki, Griechenland
- 2011: Die Welt ist keine Scheibe, Kunstverein Recklinghausen
- 2010: Liebhaberstücke, Kunstmuseum Mülheim an der Ruhr, Mülheim an der Ruhr
- 2010: Dass sich ein Jeder traut ein Bürger zu sein, Donopoulos International Fine Arts, Thessaloniki, Griechenland
- 2009: Die unsichtbare Hand, Städtische Galerie Delmenhorst
- 2007: Die uns bekannte Welt mit Regeln, Städtische Galerie Delmenhorst, Haus Coburg
- 2007: Stabat Mater, Philharmonie im Gasteig München, Berliner Philharmonie, Bremische Bürgerschaft
- 2008: Hamairu, im Mercado Municipal Bilbao, arte galeria epelde & mardaras, Bilbao, Spanien
- 2006: A vida o muerto, adn galeria, Barcelona, Spanien
- 2005: Fressen und gefressen werden, Fundación Bilbao Arte, Bilbao, Spanien
- 2004: IV Certamen National de Pintura Parlamento de La Rioja, Logroño, Spanien
- 2004: XIV Certamen de Dibujo Museo Gregorio Prieto, Valdepeñas und im Museo de la Ciudad, Madrid, Spanien

## Öffentliche Sammlungen
- Kunstmuseum Ahlen
- Kunsthalle Recklinghausen
- Nelimarkka Museo, Alajärvi, Finnland
- Sammlung Stuckenberg, Städtische Galerie Delmenhorst – Haus Coburg, Delmenhorst
- Fundación Bilbao Arte, Bilbao, Spanien